# Rally di Finlandia 2012
Il Rally di Finlandia, che si è corso dal 2 al 5 agosto, è stato l'ottavo della stagione 2012 e ha registrato la vittoria di Sébastien Loeb.

## Risultati

### Classifica
| Pos         | #        | Pilota                | Co-pilota           | Auto                    | Classe   | Tempo     | Distacco | Punti    |
| Generale    | Generale | Generale              | Generale            | Generale                | Generale | Generale  | Generale | Generale |
| ----------- | -------- | --------------------- | ------------------- | ----------------------- | -------- | --------- | -------- | -------- |
| 1           | 1        | Sébastien Loeb        | Daniel Elena        | Citroën DS3 WRC         | WRC      | 2:28:11.4 | 0.0      | 26       |
| 2           | 2        | Mikko Hirvonen        | Jarmo Lehtinen      | Citroën DS3 WRC         | WRC      | 2:28:17.5 | 6.1      | 21       |
| 3           | 3        | Jari-Matti Latvala    | Miikka Anttila      | Ford Fiesta RS WRC      | WRC      | 2:28:46.4 | 35.0     | 15       |
| 4           | 4        | Petter Solberg        | Chris Patterson     | Ford Fiesta RS WRC      | WRC      | 2:29:07.5 | 56.1     | 14       |
| 5           | 10       | Mads Østberg          | Jonas Andersson     | Ford Fiesta RS WRC      | WRC      | 2:30:43.5 | 2:32.1   | 10       |
| 6           | 5        | Ott Tänak             | Kuldar Sikk         | Ford Fiesta RS WRC      | WRC      | 2:30:59.0 | 2:47.6   | 8        |
| 7           | 18       | Matti Rantanen        | Mikko Lukka         | Ford Fiesta RS WRC      | WRC      | 2:33:03.1 | 4:51.7   | 6        |
| 8           | 17       | Jari Ketomaa          | Mika Stenberg       | Ford Fiesta RS WRC      | WRC      | 2:34:13.3 | 6:01.9   | 4        |
| 9           | 15       | Martin Prokop         | Zdeněk Hrůza        | Ford Fiesta RS WRC      | WRC      | 2:34:15.7 | 6:04.3   | 2        |
| 10          | 20       | Sébastien Ogier       | Julien Ingrassia    | Škoda Fabia S2000       | 2        | 2:36:57.4 | 8:46.0   | 1        |
| SWRC        |          |                       |                     |                         |          |           |          |          |
| 1           | 33       | Per-Gunnar Andersson  | Emil Axelsson       | Proton Satria Neo S2000 | 2        | 2:39:01.2 | 0.0      | 25       |
| 2           | 36       | Yazeed Al-Rajhi       | Michael Orr         | Ford Fiesta RRC         | 2        | 2:42:19.0 | 3:17.8   | 18       |
| 3           | 34       | Juha Salo             | Marko Salminen      | Proton Satria Neo S2000 | 2        | 2:44:47.9 | 5:46.7   | 15       |
| 4           | 35       | Maciej Oleksowicz     | Andrzej Obrebowski  | Ford Fiesta S2000       | 2        | 2:50:34.6 | 11:33.4  | 12       |
| 5           | 49       | Esapekka Lappi        | Janne Ferm          | Ford Fiesta S2000       | 2        | 2:51:19.0 | 12:17.8  | 10       |
| WRC Academy |          |                       |                     |                         |          |           |          |          |
| 1           | 109      | Elfyn Evans           | Philip Pugh         | Ford Fiesta R2          | 6        | 2:34:07.7 | 0.0      | 32       |
| 2           | 105      | Pontus Tidemand       | Stig Rune Skjærmoen | Ford Fiesta R2          | 6        | 2:35:03.0 | 55.3     | 24       |
| 3           | 106      | Brendan Reeves        | Rhianon Smyth       | Ford Fiesta R2          | 6        | 2:35:35.1 | 1:27.4   | 17       |
| 4           | 102      | José Antonio Suárez   | Cándido Carrera     | Ford Fiesta R2          | 6        | 2:36:22.5 | 2:14.8   | 13       |
| 5           | 108      | John MacCrone         | Stuart Loudon       | Ford Fiesta R2          | 6        | 2:37:09.7 | 3:02.0   | 10       |
| 6           | 101      | Christopher Duplessis | Alexander Kihurani  | Ford Fiesta R2          | 6        | 2:41:26.2 | 7:18.5   | 8        |
| 7           | 111      | João Silva            | Hugo Magalhães      | Ford Fiesta R2          | 6        | 2:47:45.7 | 13:38.0  | 6        |
| 8           | 113      | Ashley Haigh-Smith    | Craig Parry         | Ford Fiesta R2          | 6        | 3:04:09.2 | 30:01.5  | 4        |
| 9           | 103      | Alastair Fisher       | Daniel Barritt      | Ford Fiesta R2          | 6        | 3:14:16.6 | 40:08.9  | 3        |

### Prove speciali
| Frazione   | Giorno   | Prova | Ora   | Nome                       | Lunghezza | Vincitore                         | Tempo   | V. media    | Leader del rally |
| ---------- | -------- | ----- | ----- | -------------------------- | --------- | --------------------------------- | ------- | ----------- | ---------------- |
| Frazione 1 | 2 agosto | PS1   | 17:23 | Koukunmaa                  | 13.68 km  | Sébastien Loeb                    | 6:59.8  | 117.31 km/h | Sébastien Loeb   |
| Frazione 1 | 2 agosto | PS2   | 19:00 | SSS Jokimaa                | 2.00 km   | Petter Solberg                    | 1:32.5  | 77.84 km/h  | Sébastien Loeb   |
| Frazione 1 | 2 agosto | PS3   | 20:50 | Mynnilä                    | 14.22 km  | Sébastien Loeb                    | 6:34.7  | 129.70 km/h | Sébastien Loeb   |
| Frazione 1 | 3 agosto | PS4   | 7:42  | Urria                      | 12.75 km  | Sébastien Loeb                    | 5:59.5  | 127.68 km/h | Sébastien Loeb   |
| Frazione 1 | 3 agosto | PS5   | 8:39  | Jukojärvi                  | 22.29 km  | Mikko Hirvonen                    | 10:34.0 | 126.57 km/h | Sébastien Loeb   |
| Frazione 1 | 3 agosto | PS6   | 11:28 | Mökkiperä 1                | 11.38 km  | Mikko Hirvonen                    | 5:29.6  | 124.30 km/h | Sébastien Loeb   |
| Frazione 1 | 3 agosto | PS7   | 12:14 | Palsankylä 1               | 13.92 km  | Sébastien Loeb                    | 7:06.8  | 117.41 km/h | Sébastien Loeb   |
| Frazione 1 | 3 agosto | PS8   | 13:32 | Lankamaa 1                 | 23.06 km  | Mikko Hirvonen                    | 11:11.4 | 123.65 km/h | Sébastien Loeb   |
| Frazione 1 | 3 agosto | PS9   | 16:08 | Mökkiperä 2                | 11.38 km  | Mikko Hirvonen                    | 5:26.8  | 125.36 km/h | Sébastien Loeb   |
| Frazione 1 | 3 agosto | PS10  | 16:54 | Palsankylä 2               | 13.92 km  | Sébastien Loeb                    | 7:01.7  | 118.83 km/h | Sébastien Loeb   |
| Frazione 1 | 3 agosto | PS11  | 18:12 | Lankamaa 2                 | 23.06 km  | Petter Solberg                    | 11:03.2 | 125.17 km/h | Sébastien Loeb   |
| Frazione 1 | 3 agosto | PS12  | 20:00 | SSS Killeri                | 2.06 km   | Sébastien Loeb                    | 1:22.8  | 89.57 km/h  | Sébastien Loeb   |
| Frazione 2 | 4 agosto | PS13  | 7:56  | Surkee 1                   | 14.95 km  | Sébastien Loeb                    | 8:05.7  | 110.81 km/h | Sébastien Loeb   |
| Frazione 2 | 4 agosto | PS14  | 8:54  | Leustu 1                   | 21.94 km  | Mikko Hirvonen                    | 10:25.8 | 126.21 km/h | Sébastien Loeb   |
| Frazione 2 | 4 agosto | PS15  | 11:18 | Surkee 2                   | 14.95 km  | Sébastien Loeb                    | 8:00.3  | 112.05 km/h | Sébastien Loeb   |
| Frazione 2 | 4 agosto | PS16  | 12:16 | Leustu 2                   | 21.94 km  | Sébastien Loeb Jari-Matti Latvala | 10:20.2 | 127.35 km/h | Sébastien Loeb   |
| Frazione 2 | 4 agosto | PS17  | 15:37 | Ouninpohja 1               | 33.01 km  | Mikko Hirvonen                    | 15:26.9 | 128.21 km/h | Sébastien Loeb   |
| Frazione 2 | 4 agosto | PS18  | 18:00 | Ouninpohja 2 (Power stage) | 33.01 km  | Mikko Hirvonen                    | 15:17.3 | 129.55 km/h | Sébastien Loeb   |

### Power Stage
| Pos | # | Pilota         | Co-pilota       | Auto               | Classe | Tempo     | Distacco | V. media     | Punti |
| --- | - | -------------- | --------------- | ------------------ | ------ | --------- | -------- | ------------ | ----- |
| 1   | 2 | Mikko Hirvonen | Jarmo Lehtinen  | Citroën DS3 WRC    | WRC    | 15:17.350 | 0.000    | 129.543 km/h | 3     |
| 2   | 4 | Petter Solberg | Chris Patterson | Ford Fiesta RS WRC | WRC    | 15:17.983 | 0.633    | 129.453 km/h | 2     |
| 3   | 1 | Sébastien Loeb | Daniel Elena    | Citroën DS3 WRC    | WRC    | 15:18.427 | 1.077    | 129.391 km/h | 1     |

## Classifiche Mondiali

### Piloti
| Pos | Pilota                   | Punti |
| --- | ------------------------ | ----- |
| 1   | Sébastien Loeb           | 171   |
| 2   | Mikko Hirvonen           | 128   |
| 3   | Petter Solberg           | 104   |
| 4   | Mads Østberg             | 90    |
| 5   | Jari-Matti Latvala       | 69    |
| 6   | Evgeny Novikov           | 55    |
| 7   | Martin Prokop            | 38    |
| 8   | Thierry Neuville         | 32    |
| 9   | Dani Sordo               | 29    |
| 10  | Ott Tänak                | 26    |
| 11  | Nasser Al-Attiyah        | 23    |
| 12  | Sébastien Ogier          | 23    |
| 13  | Armindo Araújo           | 11    |
| 14  | François Delecour        | 8     |
| 15  | Dennis Kuipers           | 8     |
| 16  | Pierre Campana           | 6     |
| 17  | Henning Solberg          | 6     |
| 18  | Matti Rantanen           | 6     |
| 19  | Jari Ketomaa             | 6     |
| 20  | Yazeed Al-Rahji          | 4     |
| 21  | Patrik Sandell           | 4     |
| 22  | Ken Block                | 4     |
| 23  | Eyvind Brynildsen        | 1     |
| 24  | Ricardo Triviño          | 1     |
| 25  | Peter van Merksteijn Jr. | 1     |
| 26  | Abdulaziz Al-Kuwari      | 1     |
| 27  | Manfred Stohl            | 1     |

### Costruttori
| Pos | Team                                  | Punti |
| --- | ------------------------------------- | ----- |
| 1   | Citroën Total World Rally Team        | 280   |
| 2   | Ford World Rally Team                 | 171   |
| 3   | M-Sport Stobart Ford World Rally Team | 115   |
| 4   | Qatar World Rally Team                | 49    |
| 5   | Citroën Junior World Rally Team       | 48    |
| 6   | Adapta World Rally Team               | 37    |
| 7   | Mini WRC Team                         | 26    |
| 8   | Brazil World Rally Team               | 16    |

### Piloti S-WRC
| Pos | Pilota               | Punti |
| --- | -------------------- | ----- |
| 1   | Per-Gunnar Andersson | 68    |
| 2   | Hayden Paddon        | 62    |
| 3   | Maciej Oleksowicz    | 53    |
| 4   | Craig Breen          | 43    |
| 5   | Yazeed Al-Rajhi      | 40    |
| 6   | Pontus Tidemand      | 15    |
| 7   | Pedro Meireles       | 15    |
| 8   | Juha Salo            | 15    |
| 9   | Esapekka Lappi       | 10    |
| 10  | Alister McRae        | 6     |

### Piloti WRC Academy
| Pos | Pilota                | Punti |
| --- | --------------------- | ----- |
| 1   | Elfyn Evans           | 70    |
| 2   | Brendan Reeves        | 52    |
| 3   | Alastair Fisher       | 49    |
| 4   | Pontus Tidemand       | 41    |
| 5   | Jose Antonio Suarez   | 34    |
| 6   | John MacCrone         | 25    |
| 7   | Timo van der Marel    | 18    |
| 8   | Christopher Duplessis | 16    |
| 9   | Fredrik Ahlin         | 11    |
| 10  | João Silva            | 10    |
| 11  | Ashley Haigh-Smith    | 4     |